# Cyphochilus latus
Cyphochilus latus är en skalbaggsart som beskrevs av Gilbert John Arrow 1941. Cyphochilus latus ingår i släktet Cyphochilus och familjen Melolonthidae. Inga underarter finns listade i Catalogue of Life.